# Сборная России по бейсболу
Сборная России по бейсболу — представляет Россию на международных бейсбольных соревнованиях. С 2025 года управляющей организацией выступает Федерация бейсбола и софтбола России (ранее — Федерация бейсбола России).

## История
Дебют бейсбольной сборной России на международных соревнованиях состоялся в июле 1993 года на чемпионате Европы в столице Швеции Стокгольме. На предварительной стадии в своей группе россияне трижды уступили — Испании 6:17, Нидерландам 2:6 и Швеции 5:19 — и в основную стадию розыгрыша не пробились. В турнире за 5-8 места команда России дважды проиграла Германии — 8:9 и 1:4, уступила Испании 5:8 и разделила победы с Бельгией — 1:3 и 11:8. Итоговым результатом российских бейсболистов стало последнее — 8-е — место.
Через два года на очередном европейском первенстве сборная России выступила успешнее — то же 8-е место, но уже среди 10 команд-участниц. В 1997 и 1999 российская команда занимала высокие 4-е места, а в 2001 к бейсболистам России пришёл первый крупный успех. Чемпионат Европы 2001 проходил в Германии и на предварительном этапе россияне заняли 2-е место в своей группе. В четвертьфинале сборная России уверенно переиграла команду Германии 10:4, в полуфинале — Италию 2:0 и лишь в финале уступила безусловно сильнейшей сборной Европы — Нидерландам — со счётом 0:4. Лучшим игроком чемпионата признан российский бейсболист Ринат Махмутов. В символическую сборную турнира вошли трое россиян — кроме Махмутова ещё Андрей Селиванов и Александр Низов. Европейское «серебро» до сих пор остаётся единственным медальным успехом российской национальной команды за всё время своего существования.
Период с 1997 по 2003 годы является самым успешном в истории бейсбольной сборной России. Кроме удачного выступления в первенствах Европы в эти годы россияне трижды участвовали и в чемпионатах мира. В 1998 году в Италии дебютанты подобных соревнований провели 7 матчей и во всех проиграли, заняв в итоге последнее — 16-е — место. В 2001 на Тайване во время очередного мирового первенства российские бейсболисты одержали первую победу в рамках чемпионатов мира, обыграв команду Филиппин 7:6, но 6 поражений в оставшихся матчах не позволили команде подняться выше 13-го места. Аналогичный результат был показан российской сборной и спустя два года на Кубе.
Последующие годы отмечены спадом результатов национальной команды России, что обусловлено в целом низкой популярностью бейсбола в стране. После 2003 российская сборная на чемпионатах Европы ни разу не смогла подняться выше 8-го места. И всё же надежду на возвращение сборной России на ведущие позиции в Европе дают успешные выступления сборных различных возрастов в континентальных первенствах. Молодёжная, юниорская, кадетская и ювенильная национальные команды страны неоднократно выигрывали медали различных достоинств на чемпионатах Европы, в том числе и в последние годы.

## Результаты выступлений и составы

### Чемпионаты мира
- 1994 — не квалифицировалась
- 1998 — 16-е место
- 2001 — 13—14-е место
- 2003 — 13-е место
- 2005 — не квалифицировалась
- 2007 — не квалифицировалась
- 2009 — не квалифицировалась
- 2011 — не квалифицировалась
- 1998: Юрий Жиров, Дмитрий Лукин, Андрей Полстянов, Андрей Селиванов, Антон Широкий, Максим Юдаев, Владимир Петров, Александр Богатырёв, Андрей Богатырёв, Дмитрий Голубев, Андрей Фёдоров, Николай Петров, Юрий Перепелица, Руслан Набиев, Алексей Бакуткин, Андрей Старов, Герман Пантюшов, Герман Коптюх, Роман Голубихин, Александр Ковтун. Тренер — Георгий Абрамов.
- 2001: Юрий Жиров, Дмитрий Лукин, Антон Широкий, Владимир Петров, Андрей Фёдоров, Николай Петров, Руслан Набиев, Александр Ковтун, Андрей Болотин, Артур Донецкий, Олег Корнеев, Андрей Крипочин, Станислав Лемтюжников, Дмитрий Лихин, Александр Низов, Валерий Платонов, Андрей Сазонов, Сергей Соловьёв, Алексей Валялин. Тренер — Николай Гервасов.
- 2003: Дмитрий Лукин, Владимир Петров, Александр Богатырёв, Руслан Набиев, Андрей Болотин, Артур Донецкий, Олег Корнеев, Дмитрий Лихин, Александр Низов, Андрей Сазонов, Алексей Валялин, Павел Акичев, Валентин Александров, Андрей Анашкин, Артемий Артамонов, Александр Жилкин, Иван Корнеев, Ринат Махмутов, Александр Сисюк, Владимир Тимаков. Тренер — Дмитрий Шляпников.

### Чемпионаты Европы
| - 1993 — 8-е место - 1995 — 8-е место - 1997 — 4-е место - 1999 — 4-е место - 2001 — 2-е место - 2003 — 8-е место | - 2005 — 11-е место - 2007 — 10-е место - 2010 — не квалифицировалась - 2012 — 12-е место - 2014 — 8-е место - 2016 — 12-е место |

- 1993: Андрей Артамонов, Виктор Бударин, Александр Видяев, Герман Гульбит, Алексей Голубев, Сергей Королёв, Леонид Корнеев, Игорь Махамбетов, Дмитрий Лукин, Илья Онохов, Андрей Протасов, Степан Рубанов, Николай Маришев, Андрей Целыковский, Тимур Трифоненко, Александр Низов, Оскар Аладжанов, Сергей Жигалов, Юрий Жиров, Александр Крупенченков. Тренер — Александр Крупенченков.
- 2001: Юрий Жиров, Владимир Петров, Алексей Валялин, Николай Петров, Ринат Махмутов, Антон Широкий, Олег Корнеев, Андрей Селиванов, Сергей Соловьёв, Руслан Набиев, Андрей Болотин, Дмитрий Лукин, Дмитрий Лихин, Андрей Крипочин, Станислав Лемтюжников, Андрей Сазонов, Александр Фёдоров, Александр Низов. Тренер — Николай Гервасов.

## Состав
Сборная России на чемпионате Европы 2016
| №  | Имя, фамилия        | Год рождения | Игровая функция   | Клуб                     |
| -- | ------------------- | ------------ | ----------------- | ------------------------ |
| 1  | Михаил Коровин      | 1995         | аутфилдер         | «Крым» (Симферополь)     |
| 2  | Артемий Артамонов   | 1981         | инфилдер          | «Московия» (Раменское)   |
| 3  | Антон Бульте        | 1997         | инфилдер          | «Москвич» (Москва)       |
| 5  | Николай Марков      | 1990         | питчер, инфилдер  | «Грин Сокс» (Москва)     |
| 7  | Антон Кузнецов      | 1998         | питчер, инфилдер  | СШОР-42 (Москва)         |
| 8  | Никита Лайков       | 1996         | питчер, инфилдер  | «Балашиха»               |
| 11 | Сергей Кудряшов     | 1997         | аутфилдер         | «Москвич» (Москва)       |
| 13 | Максим Монахов      | 1985         | аутфилдер         | СШОР-42 (Москва)         |
| 14 | Алексей Кобринец    | 1990         | инфилдер          | СШОР-42 (Москва)         |
| 15 | Никита Монахов      | 1989         | кэтчер            | СШОР-42 (Москва)         |
| 17 | Даниил Хомяков      | 1994         | кэтчер            | «Юность Москвы» (Москва) |
| 18 | Денис Леонов        | 1994         | питчер, инфилдер  | СШОР-42 (Москва)         |
| 21 | Вячеслав Шмелёв     | 1985         | питчер, инфилдер  | «Юность Москвы» (Москва) |
| 24 | Вячеслав Васильев   | 1995         | аутфилдер         | СШОР-42 (Москва)         |
| 26 | Юрий Бакалец-Акоста | 1991         | инфилдер          | «Балашиха»               |
| 27 | Кирилл Чермошенцев  | 1990         | питчер            | СШОР-42 (Москва)         |
| 47 | Пётр Балан          | 1996         | питчер, инфилдер  | «Острава»                |
| 48 | Александр Болгов    | 1991         | питчер, инфилдер  | «Юность Москвы» (Москва) |
| 50 | Александр Сапронов  | 1985         | инфилдер          | СШОР-42 (Москва)         |
| 55 | Антон Широкий       | 1978         | питчер, аутфилдер | «Московия» (Раменское)   |
| 77 | Андрей Лобанов      | 1990         | питчер, инфилдер  | СШОР-42 (Москва)         |

## Легионеры
В 2020 году в составе сборной России было шесть иностранных игроков: пять кубинцев (в том числе Луис Джуниор Ваиленте и Хейди Солер) и американец Виктор Коул-младший.